# Anoropallene laysani
Anoropallene laysani är en havsspindelart som beskrevs av Child, C.A. 1972. Anoropallene laysani ingår i släktet Anoropallene och familjen Callipallenidae. Inga underarter finns listade i Catalogue of Life.